# Dessecació
|  | Per a altres significats, vegeu «Processat d'aliments#Dessecació o deshidratació/Pasteurització». |

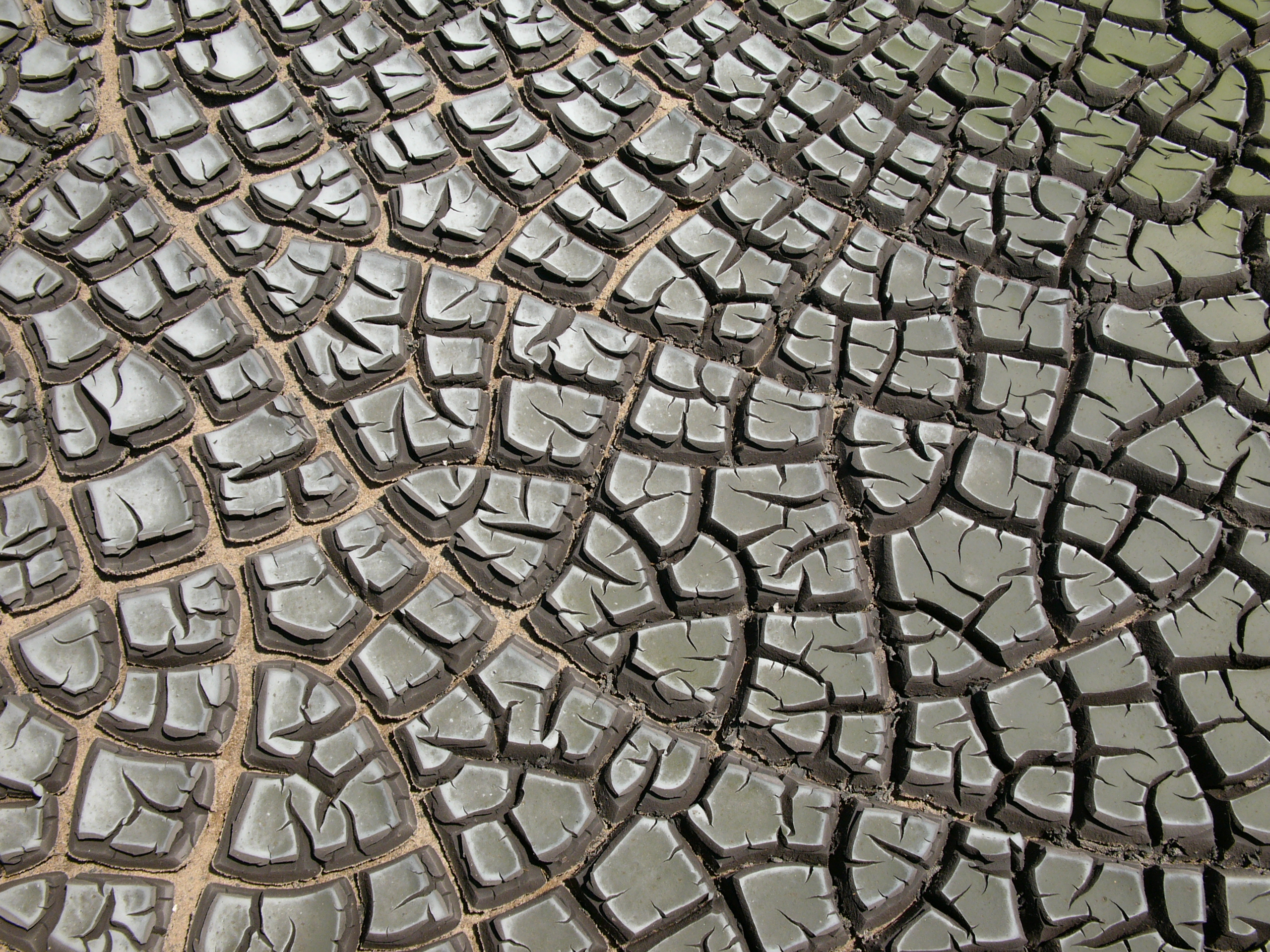
Esquerdes per dessecació en el fang

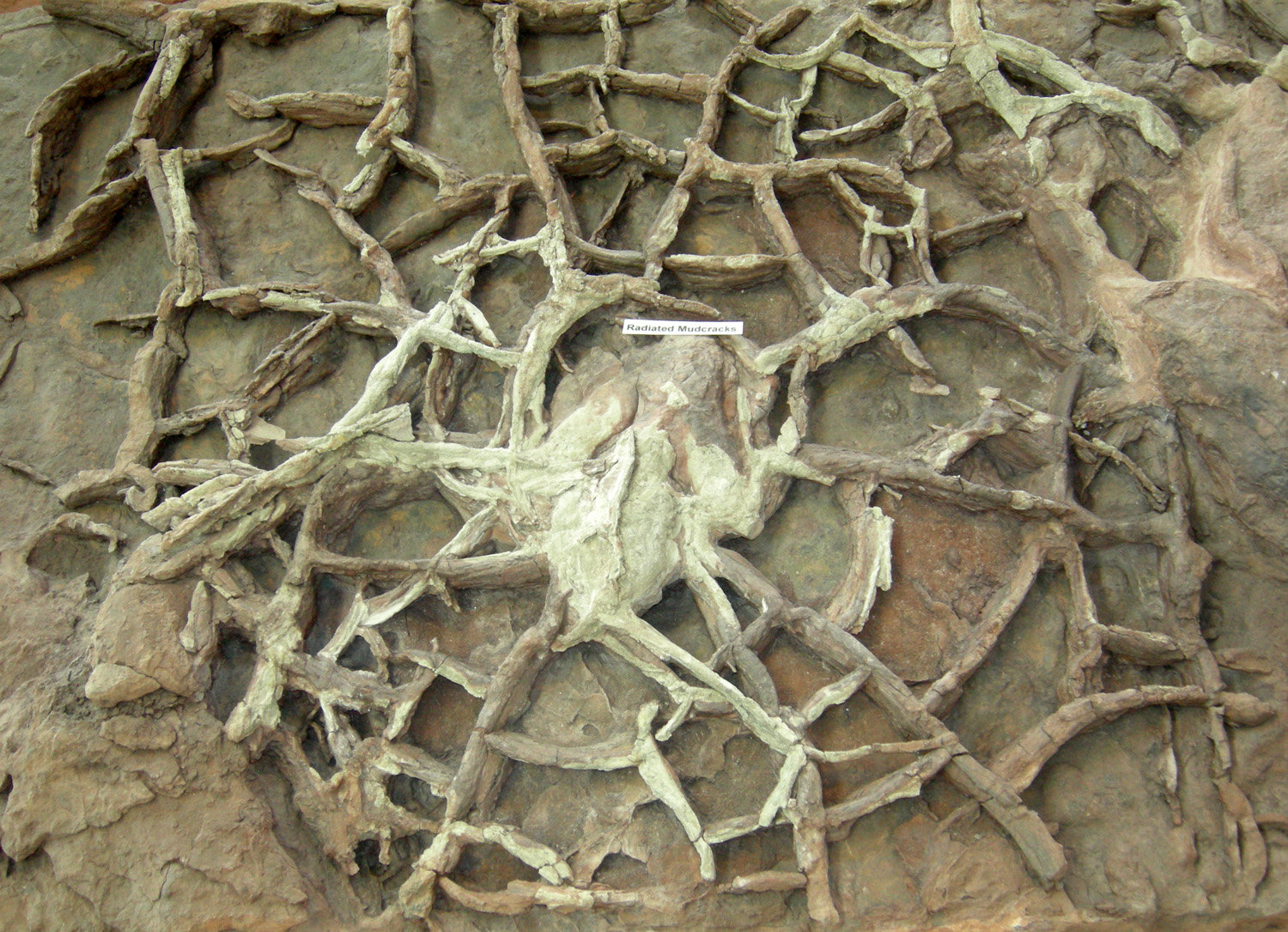
Esquerdes de dessecació centrípetes a la Formació Moenave del Juràssic a Utah. Amb petjades de dionsaures al centre.

Dessecació és l'acció d'eliminar l'aigua d'una substància. Una substància dessecant és higroscòpica (atrau i manté l'aigua).
Els agents dessecants són substàncies que treuen l'aigua o (més rarament) altres solvents. L'aigua pot estar enllaçada químicament, per exemple en l'àcid sulfúric, el clorur de calci o el pentaòxid de fòsfor, o l'assecament es pot obtenir per adsorció com passa en la bentonita. Es distingeix entre dessecació estàtica i dinàmica. En l'estàtica el material a ser dessecat l'agent dessecant és afegit i tret, mentre que en el dessecament dinàmic flueix a través de la substància líquida o gasosa que s'ha de dessecar.
Els dessecants es fan servir a la indústria per protegir els productes de la humitat o com a agent químic a que indueix l'alliberament de l'aigua o de la condensació. El dessecant més utilitzat és l'aire.

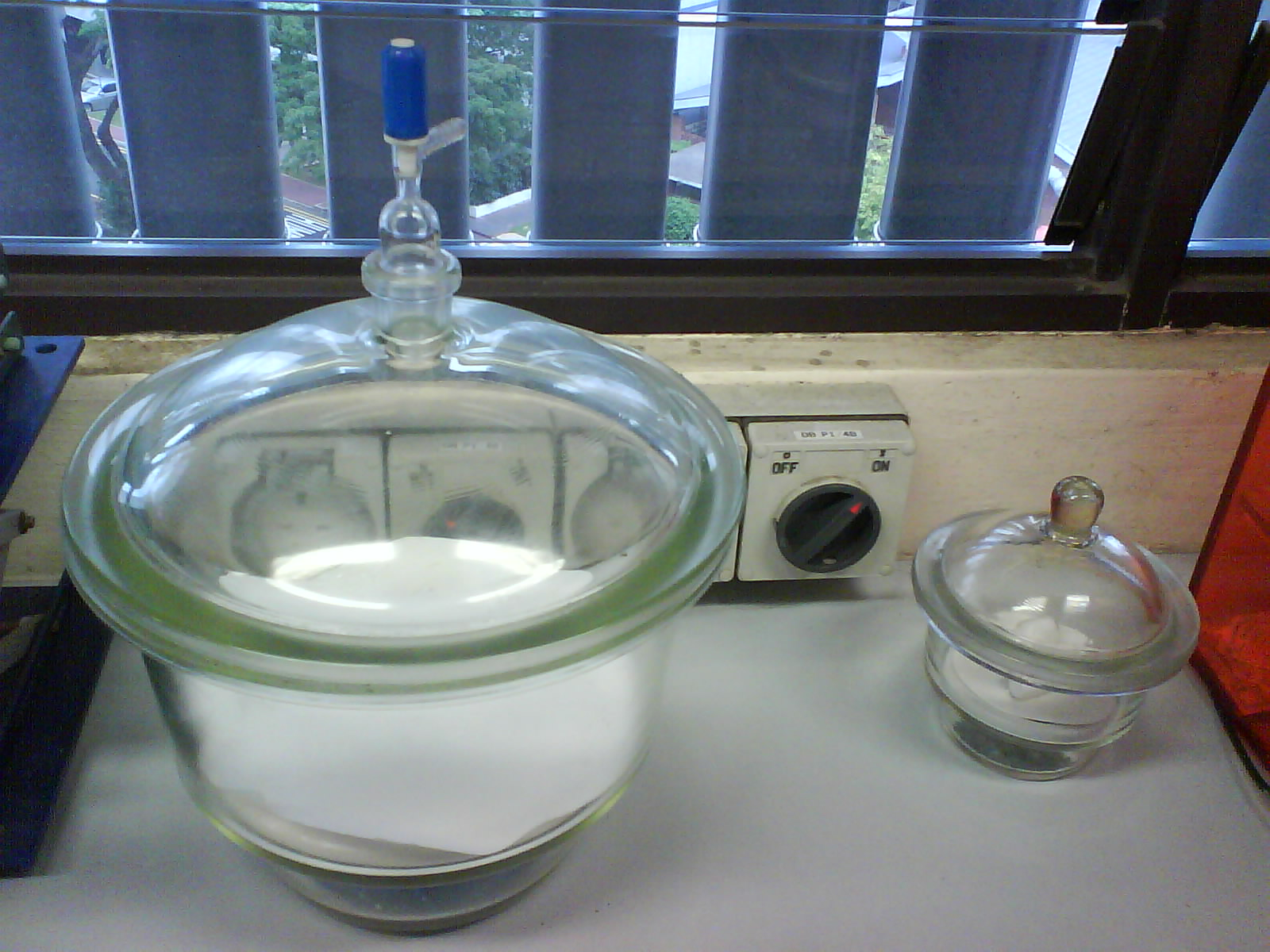
Un dessecador al buit (esquerra) i un dessecador (dreta)

En laboratoris s'utilitza un estri anomenat dessecador, fet d'un contenidor de vidre gruixut o de plàstic que es fa servir per fer o mantenir petites quantitats de material molt seques. El material es col·loca en una plataforma, i un agent d'assecatge o dessecant, tal com el gel de sílice sec o hidròxid de sodi anhidre, es col·loca per sota de la plataforma. Sovint s'hi inclou algun tipus d'indicador d'humitat. El producte químic actiu dels indicadors és el clorur de cobalt(II) (CoCl₂). el clorur de cobalt anhidre és blau. Quan enllaça amb dues molècules d'aigua, (CoCl₂•2H₂O), es torna porpra. Més hidratat passa a ser clorur d'hexaaquacobalt(II) que és de color rosa [Co(H₂O)₆]2+.
La dessecació també s'utilitza en la indústria alimentària per processos com la liofilització. Com per exemple trobem el mètode del fumatge.

## Biologia i ecologia
En biologia i ecologia, el terme dessecació es refereix a l'assecament d'un organisme viu, com quan els animals aquàtics es treuen de l'aigua, o quan les plantes s'exposen a la llum solar o la secada. El límit de tolerància a la dessecació varia d'un organisme a un altre.